# 王德传
王德传茶庄（Wang De Chuan Tea Company），是位於台湾的一家老字号茶庄，始建于1862年（清朝同治年间），為王俺尚創於台南府城。
現在兩岸三地共有13家門市：
．台灣6家門市：中山本店、台北敦南店、台北永康店、遠東SOGO百貨復興店、台北松山機場店、台中新光三越中港店
．中國地區5家門市：上海新天地門市、上海興業太古匯門市、上海高島屋百貨、四川成都門市、蘇州探花府店
．日本1家門市：誠品生活日本橋店